# Sou Fujimoto
Sou Fijimoto (Hokkaidō, Japó, 4 d'agost del 1971) és un arquitecte japonès. Va fer un graduat en arquitectura a la facultat d'enginyeria de la Universitat de Tòquio el 1994. En acabar els estudis, en lloc de treballar per algun dels grans estudis d'arquitectura, va optar per reflexionar en si mateix mitjançant petites obres, cosa que dona un caràcter molt personal als seus projectes. Va fundar el seu propi estudi el Sou Fujimoto Architexts a Tòquio l'any 2000.

## Docència
Ha donat classes com a professor adjunt a:
- Universitat de Ciències de Tòquio el 2001 i fins avui
- Universitat de les Dones de Showa del 2004 al 2008
- Universitat de Tòquio el 2004
- Universitat de Kyoto des del 2007
- Universitat de Keio des del 2009

I com a professor associat a:
- Universitat de Tòquio del 2009 fins avui

## Projectes

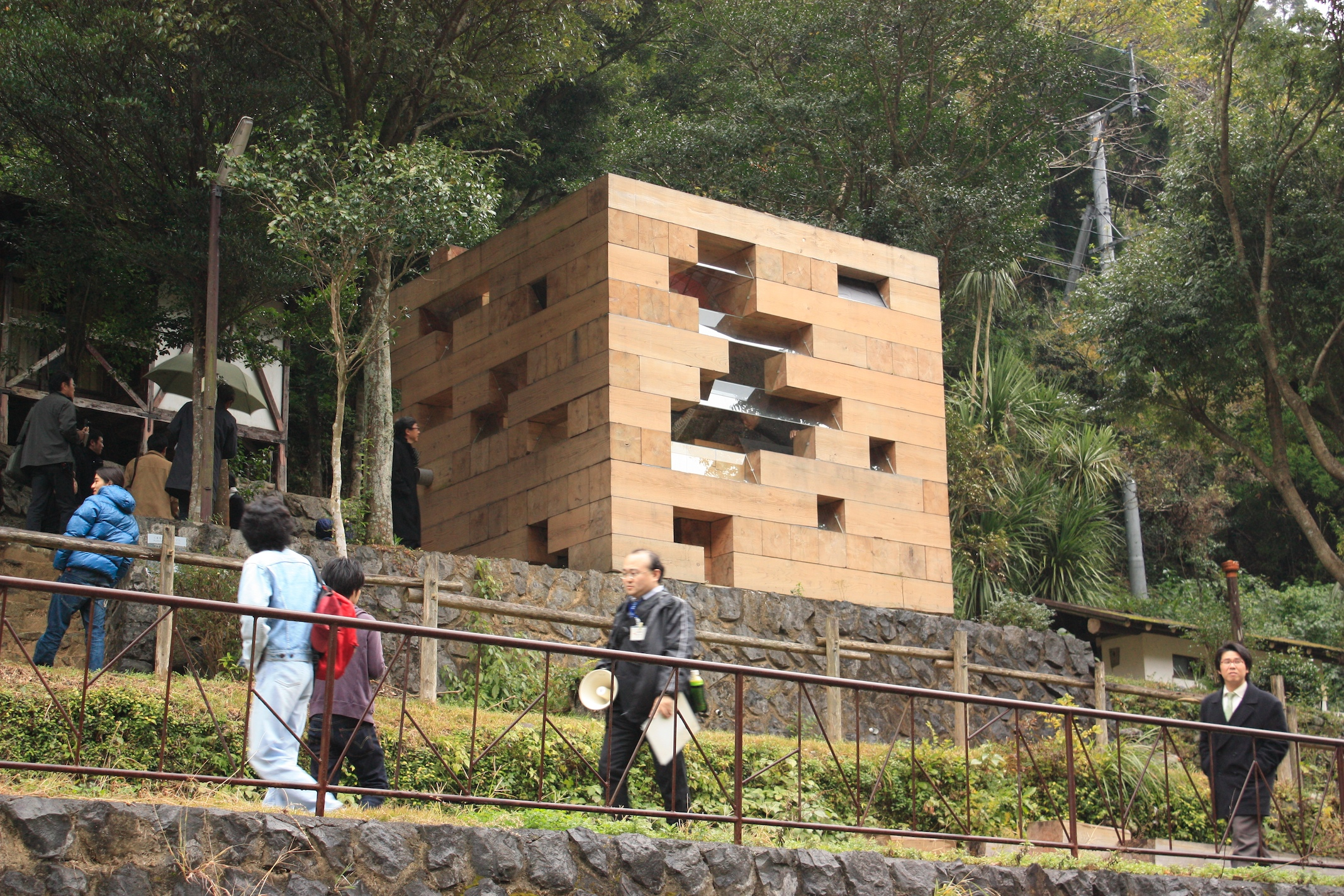
Casa de fusta definitiva, Kumamoto

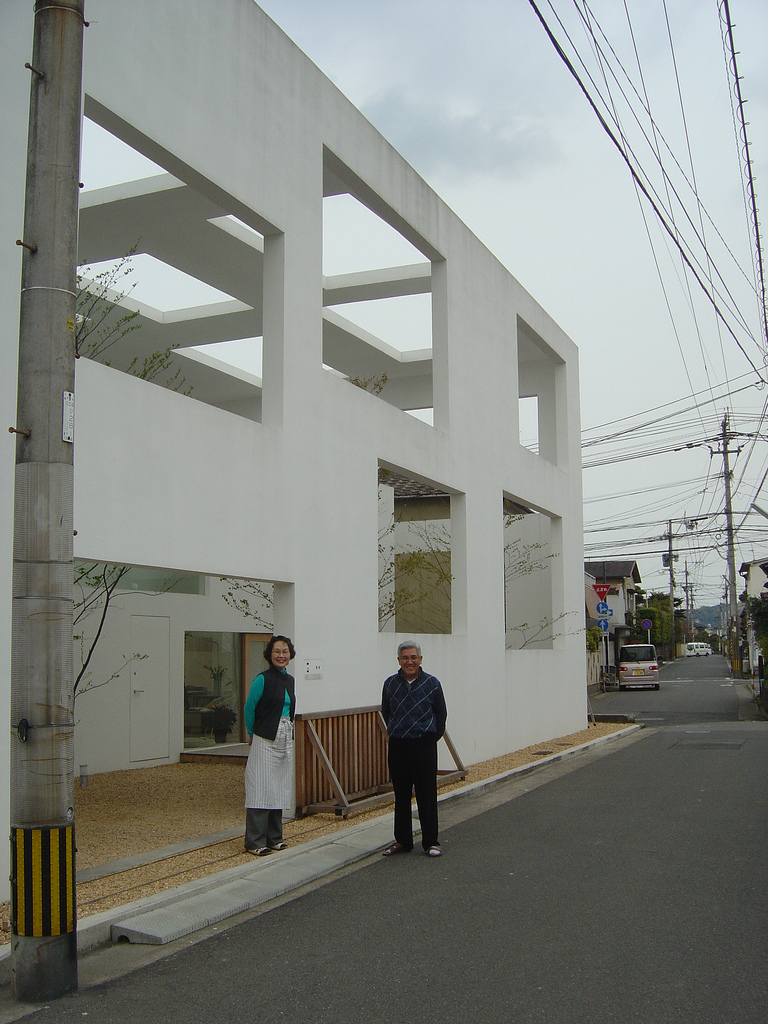
Casa N, Oita, 2008

- Centre infantil de rehabilitació psiquiàtrica (Hokkaido), 2006
- Casa de fusta definitiva (Kumamoto)
- Casa del futur primitiu 2008 (Basilea)
- Casa N, Prefectura d'Oita, 2008
- Edifici d'apartaments a Tòquio
- La casa abans de la casa (Tochigi)
- Casa H (Tòquio)
- Casa N (Prefectura d'Oita)
- Casa T (Gunma)
- Biblioteca per a la Musashino Art University a Tòquio
- Edifici arbre a Montpeller, França el 2014

## Premis
- 2000 Segon Premi del Concurs per al Museu d'Art de la Prefectura d'Aomori
- 2002 Menció Honorífica en el Concurs per a l'Ajuntament d'Ora
- 2003 Primer premi del Concurs per al Fòrum de l'Art Ambiental per a Annaka
- 2004 Premi JlA New Face
- 2005 Primer premi Concurs d'Apartaments de Fusta a Kumamoto (Casa de fusta definitiva)
- 2006 “Gold Prize”, categoria apartaments, Associació d'Arquitectes i Enginyers de Tòquio
- 2007 Premi d'Arquitectura Kenneth F. Brown – Menció Honorífica (Centre Infantil de Rehabilitació)
- 2008 World Architectural Festival – Premi categoria apartaments privats
- 2008 Gran Premi Institut d'Arquitectura Japonès
- 2009 Premi de Disseny Wallpaper – Millor apartament privat